# Cirendang
Cirendang is een bestuurslaag in het regentschap Kuningan van de provincie West-Java, Indonesië. Cirendang telt 5287 inwoners (volkstelling 2010).